# Schlacht von Ourique
Die Schlacht von Ourique fand am 25. Juli 1139 vielleicht in der Nähe der Stadt Ourique im heutigen Alentejo (Südportugal) statt. Die Kontrahenten waren der portugiesische Graf Alfons und die Almoraviden unter der Befehlsherrschaft von Ali ibn Yusuf.

## Lokalisierung
Der tatsächliche Austragungsort der Entscheidungsschlacht ist unbekannt, die meisten Historiker nehmen das Schlachtfeld in der Nähe des Dorfes Vila Chã de Ourique an, was wesentlich weiter nördlich als das traditionell mit dem in den Chroniken Aurik genannten Ort der Schlacht identifizierte Ourique in der Gegend von Lissabon liegt.

## Geschichte
Die muslimischen Truppen setzten sich aus den Milizen der Städte Badajoz, Elvas, Évora, Beja und Sevilla zusammen. Obwohl die Portugiesen zahlenmäßig unterlegen waren, wurden die muslimischen Armeen durch Führungsprobleme so geschwächt, dass Alfons die Schlacht für sich entschied.
Die Begeisterung über seinen Sieg nutzte Alfons dazu, sich vom Rang eines Grafen zum König von Portugal zu erheben. Er löste sich damit aus der Lehensabhängigkeit von König Alfons VII. von Kastilien-León und begründete das Königreich Portugal.

## Legende
Nach der gewonnenen Schlacht wurde der Apostel Jakobus (Santiago) von vielen als Helfer ins Spiel gebracht. Dieser galt jedoch als Schutzpatron Kastiliens und somit als Feind Portugals; an seiner Stelle erschienen in späteren Fassungen der Legende der Hl. Georg oder gar Christus selbst.